# Hansreia grossii
Hansreia grossii – gatunek chrząszcza z rodziny poświętnikowatych i podrodziny Scarabaeinae. 

## Taksonomia
Gatunek ten opisali po raz pierwszy Marcely Valois, Fernando Zagury Vaz-de-Mello i Fernando A.B. Silva w 2015 roku na łamach „Zootaxa”. Jako lokalizację typową wskazano Reserva da Campina koło Manaus w brazylijskim stanie Amazonas. Epitet gatunkowy nadano na cześć Paschoala Coelho Grossiego, który odłowił materiał typowy.

## Morfologia
Chrząszcz o ciele długości od 7,5 do 9 mm. Głowa jest ciemnobrązowa z zielonkawym lub czerwonawym połyskiem metalicznym i z rudo połyskującą okolicą oczu. Przedplecze jest wysklepione, dwukrotnie szersze niż dłuższe, na dysku zielone z żółtawym połyskiem, mikroziarenkowaniem i mikroguzkowaniem, po bokach zaś ciemnobrązowe, porośnięte krótkimi szczecinkami i bezładnie mikroguzkowane. Krawędzie boczne między kątami bocznymi a tylnymi są w przybliżeniu proste. Pokrywy mają po dziewięć rzędów, z których siódmy i ósmy są niewyraźne w nasadowej ćwiartce, a ósmy zaznaczony jest w tyle tylko punktami. Pygidium jest błyszczące, gęsto pokryte pozlewanymi mikroguzkami. Genitalia samca mają mały płatek w wierzchołkowej ⅓ krawędzi brzusznych paramer. Edeagus ma w endofallusie zakrzywiony skleryt podkowiasty z silnie rozszerzonym na krawędzi wewnętrznej, maczugowatym ramieniem krótszym, nieregularnie ukształtowany skleryt peryferyjny frontolateralny oraz łukowato zagięty wierzchołek płata bocznego kompleksu sklerytów osiowych i podosiowych.

## Ekologia i występowanie
Owad ten zasiedla równikowe lasy deszczowe.
Gatunek neotropikalny, endemiczny dla Brazylii, znany tylko ze stanu Amazonas.